# Curtognathus
Genre
Espèces de rang inférieur
- Voir paragraphe #Liste des espèces

Curtognathus est un genre fossile de conodontes.

## Classification
Le genre Curtognathus est créé en 1933 par Edward Branson & Maurice Mehl,.
Selon les sources, le genre est soit affecté à la famille des Chirognathidae,, soit affecté à la famille des Distacodontidae[réf. nécessaire], soit il est placé comme incertae sedis, « de position incertaine »[réf. nécessaire].

### Fossiles
Les différentes espèces ont été trouvées dans des terrains datant de l'Ordovicien.

### Liste des espèces
- † Curtognathus cordiformis Banson et Mehl
- † Curtognathus coronata
- † Curtognathus cristatus Moskalenko, 1970[4]
- † Curtognathus ehatfieldensis (Stauffer)
- † Curtognathus elegans Moskalenko, 1970[4]
- † Curtognathus limitaris Branson et Mehl
- † Curtognathus peculiaris Branson et Mehl
- † Curtognathus robustus

### Publication originale
- (en) A study of Hinde's types of conodonts preserved in the British Museum. EB Branson and MG Mehl, University of Missouri Studies, 1933